# Zhou Xun
Zhou Xun (Quzhou, 18 ottobre 1974) è un'attrice e cantante cinese.

## Biografia
Assieme a Zhang Ziyi, Xu Jinglei e Zhao Wei, nei primi anni 2000 è stata considerata una delle "Quattro Giovani Dan attrici" in Cina (四大花旦).

## Filmografia
- Old Grave (1991)
- Nü'er Hong (1994)
- The Pampered Wife (1995)
- Le tentazioni della luna (Temptress Moon), regia di Chen Kaige (1996)
- My Rice Noodle Shop (1998)
- The Emperor and the Assassin (1999)
- La donna del fiume - Suzhou River (苏州河), regia di Lou Ye (2000)
- Le biciclette di Pechino (Beijing Bicycle), regia di Wang Xiaoshuai (2001)
- Xiānggǎng yǒu gè Hélǐhuó, regia di Fruit Chan (2001)
- A Pinwheel Without Wind (2002)
- Balzac e la piccola sarta cinese (Xiao cai feng), regia di Dai Sijie (2002)
- Where Have All the Flowers Gone (2002)
- A West Lake Moment (2004)
- Beauty Remains (2004)
- Baobei in Love (2004)
- Stolen Life (2005)
- Perhaps Love (2005)
- The Banquet (Yèyàn), regia di Xiaogang Feng (2006)
- Ming Ming (2006)
- The Equation of Love and Death (2008)
- Painted Skin (2008)
- All About Women (2008)
- The Message (2009)
- Confucio (孔子), regia di Hu Mei (2010)
- True Legend (2010)
- 4+1 (2010)
- The Founding of a Party (2011)
- Flying Swords of Dragon Gate (Long men fei jia), regia di Tsui Hark (2011)
- The Great Magician (2012)
- Painted Skin: The Resurrection (2012)
- The Silent War (2012)
- Cloud Atlas, regia di Lana e Andy Wachowski, Tom Tykwer (2012)
- I Know You (2012)